# Fritillaria striata
Fritillaria striata är en liljeväxtart som beskrevs av Alice Eastwood. Fritillaria striata ingår i Klockliljesläktet och i familjen liljeväxter. Inga underarter finns listade.